# Лопухов, Фёдор Васильевич
Фёдор Васи́льевич Лопухо́в (20 октября 1886, Санкт-Петербург — 28 января 1973, Ленинград) — русский и советский артист балета и балетмейстер, педагог, народный артист РСФСР (1956), заслуженный артист РСФСР (1927).

## Биография
Окончил Императорское Театральное училище (педагог Н. Г. Легат), затем работал артистом балета с 1905 до 1922 (с перерывами: в 1909—1910 был приглашен А. А. Горским в Большой театр в Москве, в 1910—1911 совершил с антрепризой русских артистов турне по Европе и США).
Художественный руководитель балетной труппы Мариинского театра (ГАТОБ, театр оперы и балета им. С. М. Кирова) в 1922—1931, 1944—1946 и 1955—1956. Снимался в кинофильме «Поэт и царь» (1927) в роли Н. В. Гоголя.
Жизнь и творчество Фёдора Лопухова проходили в очень сложную историко-культурную и политическую эпоху. За время руководства театром он сумел отстоять и сохранить большинство балетных спектаклей классического наследия, входящих ныне в «золотой фонд» российского и мирового балетного искусства. Во время редакторской работы над классическими балетами делал это так мастерски, что поставленные им танцы нередко невозможно было отличить от первоисточника М. И. Петипа. Балетмейстерское творчество Фёдора Лопухова очень разностороннее, в нём большое место занимают экспериментальные работы, которые тем не менее основаны на классическом танце с привнесением разнообразных народных плясок (фольклора). Наряду с К. Голейзовским впервые ввёл в дуэтный танец сложные акробатические поддержки (в том числе стал изобретателем движений, известных ныне во всем балетном мире). За создание балета «Ледяная дева» (1927) единственный в стране был отмечен званием «Заслуженный балетмейстер РСФСР»
Фёдор Лопухов является одним из основателей бессюжетного балета. В его новаторской постановке — танцсимфонии «Величие мироздания» (1923) — принимал участие Г. Баланчивадзе (Дж. Баланчин), будущий ярчайший мастер этого балетного жанра. Лопухов — создатель балетной труппы Малого оперного театра (Театр оперы и балета им. М. П. Мусоргского) и её художественный руководитель в 1931—1936 годах. Поставленный им «Светлый ручей» (1935) на музыку Д. Шостаковича (либретто Ф. Лопухова и А. Пиотровского) стал первым советским балетом на современную бытовую тематику, где главные герои действовали под своими реальными именами.
Ф. В. Лопухов выступил организатором балетмейстерских курсов при Ленинградском хореографическом училище в 1937—1941 гг., среди учеников — Б. Фенстер, В. Варковицкий, К. Боярский. Основатель (1962) и руководитель балетмейстерского отделения Ленинградской консерватории (1962—1967), среди учеников — Г. Алексидзе, Н. Маркарьянц, Н. Боярчиков, А. Дементьев.
Похоронен в Санкт-Петербурге на «Литераторских мостках» Волкова кладбища.
На сегодняшний день все спектакли Фёдора Лопухова забыты. На сцене Мариинского театра идут лишь некоторые номера: танец персиянок в опере «Хованщина» на музыку М. Мусоргского и фанданго в обработке Э. Направника в балете «Дон Кихот».
В 2003 году попытка восстановить танцсимфонию «Величие мироздания» по записям Фёдора Васильевича была предпринята внуком хореографа Фёдором Лопуховым-младшим совместно с балетной труппой Театра оперы и балета Санкт-Петербургской консерватории им. Н. А. Римского-Корсакова (художественный руководитель — Н. А. Долгушин).

## Династия Лопуховых
Федор Лопухов принадлежит к известной балетной династии:
Его старшая сестра Евгения Лопухова (1884—1943) — известная эстрадная танцовщица, выступавшая в паре с А. Орловым в 1910—1930-х годах.
Младшая сестра Лидия Лопухова (1892—1981) — знаменитая балерина Русских сезонов Дягилева, танцевавшая на различных сценах США и Великобритании с 1910 по 1934 год, супруга выдающегося экономиста Кейнса (основоположника школы кейнсианства).
Младший брат Андрей Лопухов (1898—1947) — артист Мариинского театра — театра оперы и балета им. С. М. Кирова в 1916—1945 годах, один из видных мастеров характерного танца.
Сын Фёдора Лопухова — Владимир Лопухов (1943—2019), артист театра оперы и балета им. С. М. Кирова в 1964—1987 годах. Его супруга — артистка балета и педагог Наталья Аподиакос (1941—2018). Внук — Фёдор Лопухов-младший (род. 1971), выпускник Академии русского балета им. А. Я. Вагановой (1990 г., класс профессора Б. Я. Брегвадзе), артист Мариинского театра с 1990 по 2015 год, c 2013 года — старший преподаватель Санкт-Петербургского государственного института культуры.

## Балеты Фёдора Лопухова
Балетмейстер-новатор Фёдор Лопухов создал оригинальные постановки, где смело экспериментировал в области хореографической выразительности и танцевального симфонизма. Среди его постановок:
- 1918 — «Сон», муз. Н. В. Щербачёва; «Мексиканский кабачок», муз. Л. И. Гончарова (Театр музыкальной драмы)
- 1921 — «Жар-птица», муз. И. Ф. Стравинского (ГАТОБ)
- 1923 — «Величие мироздания», муз. Людвига ван Бетховена (4 симфония) (ГАТОБ)
- 1923 — «Египетские ночи», муз. А. С. Аренского, возобновление постановки М. М. Фокина
- 1924 — «Ночь на Лысой горе», муз. М. П. Мусоргского
- 1924 — «Красный вихрь», муз. В. М. Дешевова (ГАТОБ)
- 1926 — «Пульчинелла», муз. И. Стравинского (на темы Д. Перголезе)
- 1927 — «Ледяная дева», муз. Э. Грига в инструментовке Б. Асафьева
- 1927 — «Крепостная балерина», муз. К. Корчмарёва в инструментовке А. Гаука (все — ГАТОБ)
- 1927 — «Байка про лису», муз. И. Ф. Стравинского
- 1929 — «Красный мак», муз. Р. Глиэра. Балетмейстер Ф. Лопухов (1-й акт), совместно с В. Пономарёвым (2-й акт) и Л. Леонтьевым (3-й акт)
- 1929 — «Щелкунчик», муз. П. Чайковского
- 1931 — «Болт», муз. Д. Шостаковича
- 1933 — «Арлекинада», муз. Р. Дриго (Ленинградский Малый оперный театр)
- 1934 — «Коппелия», муз. Л. Делиба (Ленинградский Малый оперный театр)
- 1935 — «Светлый ручей», муз. Д. Шостаковича (Ленинградский Малый оперный театр; в том же году — Большой театр СССР)
- 1938 — «Ночь перед Рождеством», муз. Б. Асафьева (Художественный театр п/р В.Кригер)
- 1939 — «Соловей», муз. М. Крошнера (Белорусский театр оперы и балета)
- 1940 — «Тарас Бульба», муз. В. Соловьёва-Седого (Ленинградский театр оперы и балета им. С. М. Кирова)
- 1943 — «Ак-Биляк», муз. С. Василенко (Узбекский театр оперы и балета им. А. Навои)
- 1944 — «Тщетная предосторожность», муз. П. Гертеля (Ленинградский Малый оперный театр в эвакуации в Оренбурге) (Ленинградский театр оперы и балета им. С. М. Кирова)
- 1947 — «Весенняя сказка», муз. Б. Асафьева (по музыкальным материалам Чайковского) (Ленинградский театр оперы и балета им. С. М. Кирова)
- 1959 — «Баллада о любви», муз. П. Чайковского в оркестровке А. Гаука (Ленинградский Малый оперный театр)
- 1963 — «Картинки с выставки», муз. М. Мусоргского в инструментовке М. Равеля (Музыкальный театр им. К. С. Станиславского и В. И. Немировича-Данченко)

Также было поставлено множество танцев в оперных спектаклях.